# ويليام ك. ديفيس
ويليام ك. ديفيس (بالإنجليزية: William C. Davis)‏ هو محامي وسياسي أمريكي، ولد في 5 أغسطس 1867 في إيوكا في الولايات المتحدة، وتوفي في 4 أكتوبر 1934. حزبياً، نشط في الحزب الديمقراطي. وقد انتخب عضو مجلس نواب ألاباما.